# Stelis costalis
Stelis costalis är en biart som beskrevs av Cresson 1872. Stelis costalis ingår i släktet pansarbin, och familjen buksamlarbin. Inga underarter finns listade i Catalogue of Life.